# Джуліус Ірвінг
Джуліус Вінфілд Ірвінг II (англ. Julius Winfield Erving II, нар. 22 лютого 1950, Іст-Медоу, Нью-Йорк, США) — американський професіональний баскетболіст, що грав на позиції легкого форварда за команду НБА «Філадельфія Севенті-Сіксерс». Чемпіон НБА. Вважається одним з першопрохідців та популяризаторів забивання зверху, так званих слем-данків.
1993 року введений до Баскетбольної Зали слави.

## Ігрова кар'єра

### Ранні роки
Починав грати в баскетбол у команді Рузвельтської старшої школи (Рузвельт, Нью-Йорк). На університетському рівні грав за команду Умасс (1968–1971). Там в середньому набирав 26,3 очка та 20,2 підбирання за гру.

### Вірджинія Сквайрс
Професійну кар'єру розпочав 1971 року виступами у складі команди «Вірджинія Сквайрс» з АБА, за яку грав протягом 2 сезонів. У своєму першому сезоні набирав 27,3 очка за гру та був включений до другої збірної всіх зірок АБА, а також до збірної новачків АБА.
1972 року був обраний у першому раунді драфту НБА під загальним 12-м номером командою «Мілвокі Бакс». Таким чином він мав стати одноклубником Оскара Робертсона та Каріма Абдул-Джаббара. Однак ще перед драфтом підписав контракт з «Атланта Гокс». Після того, як зіграв у трьох товариських матчах за «Атланту», НБА штрафувала клуб на 25,000 доларів за кожен матч, в якому Ірвінг брав участь, так як його контракт формально належав «Мілвокі». Таким чином, він був змушений повернутися до «Сквайрс». Наступного сезону в АБА набирав 31,9 очка за матч.

### Нью-Йорк Нетс
1973 року перейшов до іншої команди АБА «Нью-Йорк Нетс». Одразу в першому ж сезоні привів команду до чемпіонства, перемігши «Юта Старс». В АБА Ірвінг став найбільшою зіркою, а «Нетс» зробив однією з найкращих команд ліги. 1976 року вдруге став чемпіоном АБА у складі команди.

### Філадельфія Севенті-Сіксерс

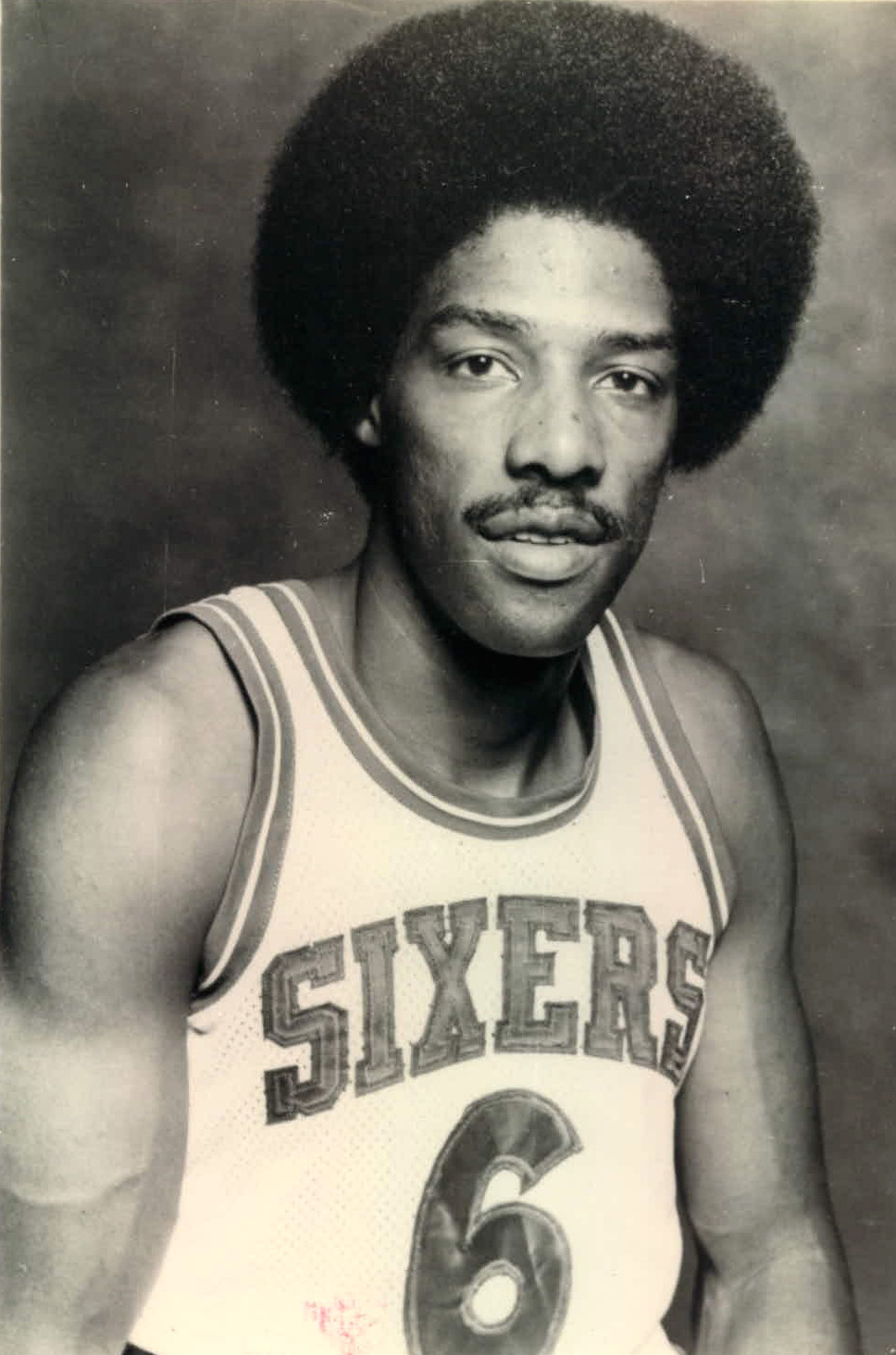
Ірвінг у 1976 році

1976 року «Нью-Йорк Нетс», «Індіана Пейсерз» та «Сан-Антоніо Сперс» приєдналися до НБА. Окрім плати за «вхідний квиток» до ліги, «Нью-Йорк Нікс» також вимагали компенсації за те, що «Нетс» заходили на їх територію. Через це «Нетс» змушені були продати права на Ірвінга, щоб компенсувати витрати. Контракт одразу ж погодились викупити кілька команд, серед яких були «Мілвокі Бакс», «Лос-Анджелес Лейкерс» та «Філадельфія Севенті-Сіксерс». В результаті він перейшов до складу останньої. Захищав кольори команди з Філадельфії протягом усієї історії виступів у НБА, яка налічувала 11 сезонів.
Ірвінг швидко став лідером команди та допоміг їй виграти Східну конференцію та зіграти у фіналі НБА, де вона поступилася «Портленд Трейл-Блейзерс» з Біллом Волтоном на чолі. Незважаючи на поразку, він став дуже популярним поза баскетбольним майданчиком — був одним з перших, чиїм іменем назвали модель взуття, знявся у фільмі «Риба, яка врятувала Піттсбург» та у численних рекламах.
В наступні роки «Сіксерс» двічі вилітали на стадії фіналу Східної конференції. 1979 року з приходом до складу «Бостон Селтікс» Ларрі Берда відродилось протистояння Філадельфія-Бостон та зародилось нове — «Пташка» проти «Доктора Джея» (The Bird vs Dr. J). Ці дві команди зустрічались між собою у фіналах конференції 1980, 1981, 1982 та 1985 роках. 1980 року «Філадельфії» вдалось пройти до фіналу НБА, де вона зустрілась там з «Лос-Анджелес Лейкерс». Перемогу 4-2 святкували Лейкерс на чолі з Меджик Джонсоном. Фінал також запам'ятався забитим кидком Ірвінга на крайній лінії майданчика, який став одним з найбільш легендарних кидків у історії НБА.

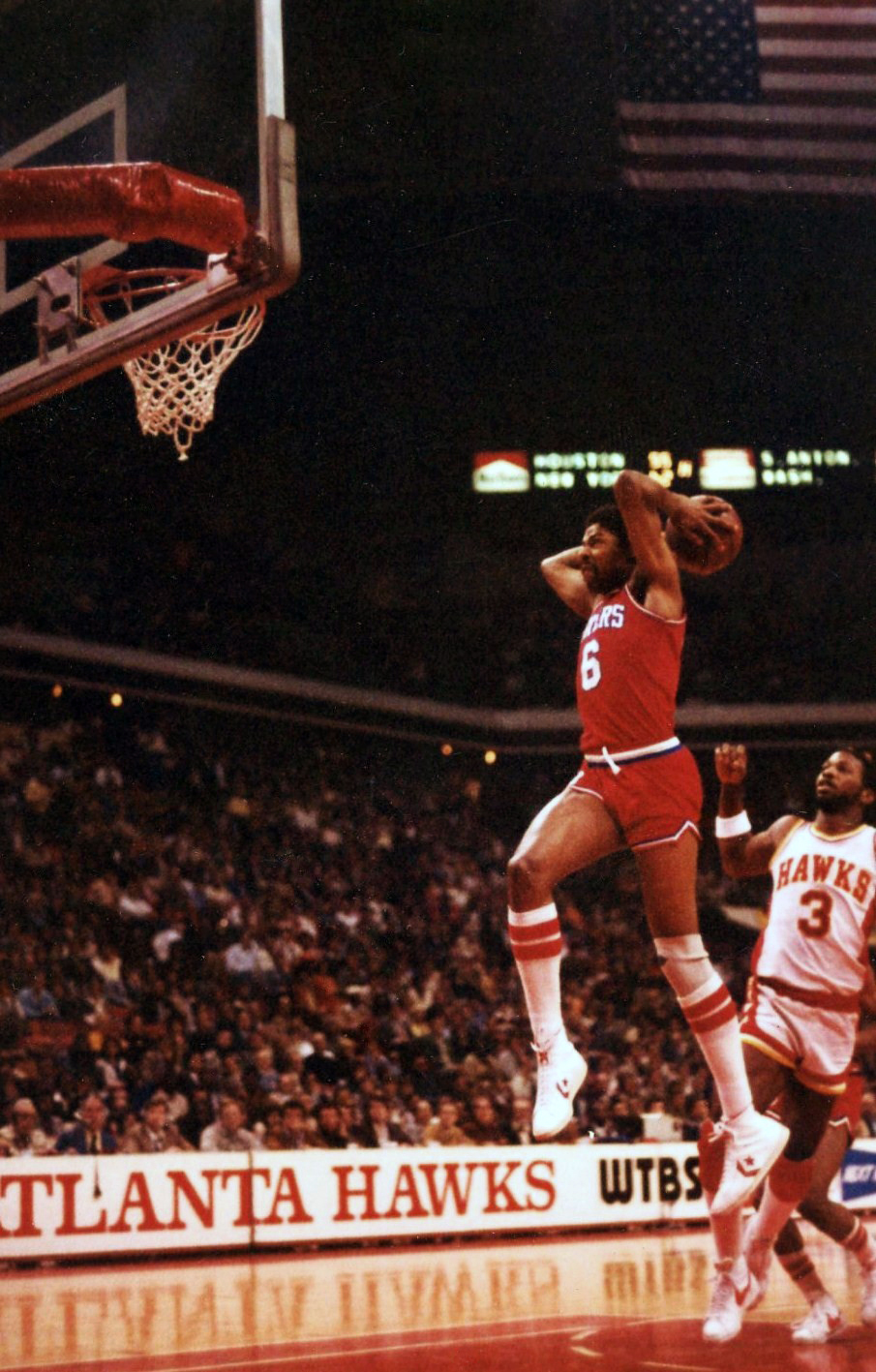
Ірвінг у грі проти «Атланти», 1981

1981 року разом з командою пробився до фіналу Східної конференції, проте сильнішим там був «Бостон». Наступного року у фіналі Східної конференції «Філадельфія» знову зустрілась з чинним на той момент чемпіоном «Бостоном» та обіграла його. Проте у фіналі НБА поступилася «Лос-Анджелес Лейкерс». Перед початком сезону 1983-1983 «Філадельфія» придбала центрового Моузеса Мелоуна, який також міг закрити позицію важкого форварда. Це було суттєвим підсиленням команди, яка рівно провела регулярний сезон, виграла Східну конференцію, обігравши «Мілвокі» та виграла чемпіонат НБА, обігравши «Лос-Анджелес Лейкерс» у фіналі всуху.
1986 року оголосив про завершення професійної кар'єри. Знаходиться на шостому місці у списку найкращих баскетболістів НБА, після Каріма Абдул-Джаббара, Карла Мелоуна, Кобі Браянта, Майкла Джордана та Вілта Чемберлейна.

## Після завершення кар'єри
Після закінчення кар'єри баскетболіста зайнявся підприємницькою діяльністю, придбавши один з заводів Кока-коли у Філадельфії. Також працював спортивним аналітиком на телебаченні. 1997 року став виконавчим віце-президентом «Орландо Меджик».
Був членом Ради директорів Converse, Darden Restaurants, Saks, Inc. та Sports Authority.

## Статистика виступів в АБА/НБА
| † | Позначає сезон, в якому Джуліус Ірвінг ставав чемпіоном НБА |
| † | Позначає сезон, в якому Джуліус Ірвінг ставав чемпіоном АБА |

|        | Лідер ліги                    |
| Жирним | Найкраще досягнення у кар'єрі |

### Регулярний сезон
| Сезон             | Команда                       | GP   | GS  | MPG  | FG%  | 3P%  | FT%  | RPG  | APG | SPG | BPG | PPG  |
| ----------------- | ----------------------------- | ---- | --- | ---- | ---- | ---- | ---- | ---- | --- | --- | --- | ---- |
| 1971–72           | «Вірджинія Сквайрс»           | 84   | -   | 41.8 | .498 | .188 | .745 | 15.7 | 4.0 | -   | -   | 27.3 |
| 1972–73           | «Вірджинія Сквайрс»           | 71   | -   | 42.2 | .496 | .208 | .776 | 12.2 | 4.2 | 2.5 | 1.8 | 31.9 |
| 1973–74 †         | «Нью-Йорк Нетс»               | 84   | -   | 40.5 | .512 | .395 | .766 | 10.7 | 5.2 | 2.3 | 2.4 | 27.4 |
| 1974–75           | «Нью-Йорк Нетс»               | 84   | -   | 40.5 | .506 | .333 | .799 | 10.9 | 5.5 | 2.2 | 1.9 | 27.9 |
| 1975–76 †         | «Нью-Йорк Нетс»               | 84   | -   | 38.6 | .507 | .330 | .801 | 11.0 | 5.0 | 2.5 | 1.9 | 29.3 |
| 1976–77           | «Філадельфія Севенті-Сіксерс» | 82   | -   | 35.9 | .499 | -    | .777 | 8.5  | 3.7 | 1.9 | 1.4 | 21.6 |
| 1977–78           | «Філадельфія Севенті-Сіксерс» | 74   | -   | 32.8 | .502 | -    | .845 | 6.5  | 3.8 | 1.8 | 1.3 | 20.6 |
| 1978–79           | «Філадельфія Севенті-Сіксерс» | 78   | -   | 35.9 | .491 | -    | .745 | 7.2  | 4.6 | 1.7 | 1.3 | 23.1 |
| 1979–80           | «Філадельфія Севенті-Сіксерс» | 78   | -   | 36.1 | .519 | .200 | .787 | 7.4  | 4.6 | 2.2 | 1.8 | 26.9 |
| 1980–81           | «Філадельфія Севенті-Сіксерс» | 82   | -   | 35.0 | .521 | .222 | .787 | 8.0  | 4.4 | 2.1 | 1.8 | 24.6 |
| 1981–82           | «Філадельфія Севенті-Сіксерс» | 81   | 81  | 34.4 | .546 | .273 | .763 | 6.9  | 3.9 | 2.0 | 1.7 | 24.4 |
| 1982–83†          | «Філадельфія Севенті-Сіксерс» | 72   | 72  | 33.6 | .517 | .286 | .759 | 6.8  | 3.7 | 1.6 | 1.8 | 21.4 |
| 1983–84           | «Філадельфія Севенті-Сіксерс» | 77   | 77  | 34.8 | .512 | .333 | .754 | 6.9  | 4.0 | 1.8 | 1.8 | 22.4 |
| 1984–85           | «Філадельфія Севенті-Сіксерс» | 78   | 78  | 32.5 | .494 | .214 | .765 | 5.3  | 3.0 | 1.7 | 1.4 | 20.0 |
| 1985–86           | «Філадельфія Севенті-Сіксерс» | 74   | 74  | 33.4 | .480 | .281 | .785 | 5.0  | 3.4 | 1.5 | 1.1 | 18.1 |
| 1986–87           | «Філадельфія Севенті-Сіксерс» | 60   | 60  | 32.0 | .471 | .264 | .813 | 4.4  | 3.2 | 1.3 | 1.6 | 16.8 |
| Усього за кар'єру | Усього за кар'єру             | 1243 | 442 | 36.4 | .506 | .298 | .777 | 8.5  | 4.2 | 2.0 | 1.7 | 24.2 |

### Плей-оф
| Сезон             | Команда                       | GP  | GS | MPG  | FG%  | 3P%  | FT%  | RPG  | APG | SPG | BPG | PPG  |
| ----------------- | ----------------------------- | --- | -- | ---- | ---- | ---- | ---- | ---- | --- | --- | --- | ---- |
| 1972              | «Вірджинія Сквайрс»           | 11  | -  | 45.8 | .518 | .250 | .835 | 20.4 | 6.5 | -   | -   | 33.3 |
| 1973              | «Вірджинія Сквайрс»           | 5   | -  | 43.8 | .527 | .000 | .750 | 9.0  | 3.2 | -   | -   | 29.6 |
| 1974†             | «Нью-Йорк Нетс»               | 14  | -  | 41.4 | .528 | .455 | .741 | 9.6  | 4.8 | 1.6 | 1.4 | 27.9 |
| 1975              | «Нью-Йорк Нетс»               | 5   | -  | 42.2 | .455 | .000 | .844 | 9.8  | 5.6 | 1.0 | 1.8 | 27.4 |
| 1976†             | «Нью-Йорк Нетс»               | 13  | -  | 42.4 | .533 | .286 | .804 | 12.6 | 4.9 | 1.9 | 2.0 | 34.7 |
| 1977              | «Філадельфія Севенті-Сіксерс» | 19  | -  | 39.9 | .523 | -    | .821 | 6.4  | 4.5 | 2.2 | 1.2 | 27.3 |
| 1978              | «Філадельфія Севенті-Сіксерс» | 10  | -  | 35.8 | .489 | -    | .750 | 9.7  | 4.0 | 1.5 | 1.8 | 21.8 |
| 1979              | «Філадельфія Севенті-Сіксерс» | 9   | -  | 41.3 | .517 | -    | .761 | 7.8  | 5.9 | 2.0 | 1.9 | 25.4 |
| 1980              | «Філадельфія Севенті-Сіксерс» | 18  | -  | 38.6 | .488 | .222 | .794 | 7.6  | 4.4 | 2.0 | 2.1 | 24.4 |
| 1981              | «Філадельфія Севенті-Сіксерс» | 16  | -  | 37.0 | .475 | .000 | .757 | 7.1  | 3.4 | 1.4 | 2.6 | 22.9 |
| 1982              | «Філадельфія Севенті-Сіксерс» | 21  | -  | 37.1 | .519 | .167 | .752 | 7.4  | 4.7 | 1.8 | 1.8 | 22.0 |
| 1983†             | «Філадельфія Севенті-Сіксерс» | 13  | -  | 37.9 | .450 | .000 | .721 | 7.6  | 3.4 | 1.2 | 2.1 | 18.4 |
| 1984              | «Філадельфія Севенті-Сіксерс» | 5   | -  | 38.8 | .474 | .000 | .864 | 6.4  | 5.0 | 1.6 | 1.2 | 18.2 |
| 1985              | «Філадельфія Севенті-Сіксерс» | 13  | 13 | 33.4 | .449 | .000 | .857 | 5.6  | 3.7 | 1.9 | 0.8 | 17.1 |
| 1986              | «Філадельфія Севенті-Сіксерс» | 12  | 12 | 36.1 | .450 | .182 | .738 | 5.8  | 4.2 | 0.9 | 1.3 | 17.7 |
| 1987              | «Філадельфія Севенті-Сіксерс» | 5   | 5  | 36.0 | .415 | .333 | .840 | 5.0  | 3.4 | 1.4 | 1.2 | 18.2 |
| Усього за кар'єру | Усього за кар'єру             | 189 | 30 | 38.9 | .496 | .224 | .784 | 8.5  | 4.4 | 1.7 | 1.7 | 24.2 |

## Особисте життя
Був одружений з Теркіз Ірвінг з 1972 по 2003 рік та виховував чотирьох синів. Один з них загинув в автомобільній аварії, не впоравшись з керуванням та злетівши у ставок. 1980 року після зв'язку з Самантою Стівенсон, у нього народилась позашлюбна дочка Александра Стівенсон.
2003 року народилась друга позашлюбна дитина. Після розлучення з дружиною одружився вдруге, після чого у нього народилось ще троє дітей.